# Phạm Chuyên (điệp viên)
Phạm Chuyên (1922–2014), có mật danh Điệp viên Ares và bí danh Hạ Long, là một điệp viên người Việt Nam. Ông là nhân viên tình báo đầu tiên được Cơ quan Tình báo Trung ương Hoa Kỳ (CIA) chiêu mộ và đào tạo tại miền Nam Việt Nam để đưa ra miền Bắc Việt Nam hoạt động. Trong lần hoạt động tình báo đầu tiên và duy nhất này, Phạm Chuyện bị lực lượng An ninh của Việt Nam Dân chủ Cộng hòa bắt giữ và quy hàng thành công, ông trở thành điệp viên hai mang phục vụ cho chính quyền miền Bắc.
Trong thời gian từ 1963 đến 1970, cơ quan tình báo của miền nam Việt Nam không phát hiện được Phạm Chuyên đã quy hàng miền Bắc nên vẫn tiếp viện cho ông. Với những lần yêu cầu tiếp viện, Phạm Chuyên đã đưa nhiều nhân lực của CIA và lính Mỹ rơi vào những cái bẫy được thiết lập sẵn. Trong thời gian này, cơ quan tình báo của miễn Nam đã trao cho ông 12 huân chương các loại. Phạm Chuyên được tiếp tế tổng cộng 3 chuyến hàng  đường biển, 3 chuyến hàng đường không. Chuyên được cung cấp thông tin của 5 đầu mối gián điệp ở Bắc Giang, Hải Phòng, Hà Giang, Quảng Ninh. Trong đó có hai toán biệt kích bị bắt ngay khi hạ cánh.

## Tiểu sử
Phạm Chuyên, có tài liệu ghi tên đầy đủ là Phạm Chính, sinh năm 1922 tại Quảng Ninh, trong thời kỳ Chiến tranh Đông Dương, với tên gọi Nguyễn Thiết, ông từng là gia nhập lính khố xanh của Pháp và được học về điện tín. Sau Cách mạng Tháng Tám, Phạm Chuyên được kết nạp vào Đảng Cộng sản Việt Nam, hoạt động trong hội Thanh niên Cứu quốc và có thời gian làm việc ở Ty Công an tỉnh Quảng Yên. Tháng 10 năm 1947, ông bị Pháp bắt giam 3 tháng, sau đó về dạy học và làm thư ký tại hội đồng thị xã Hồng Gai. Tháng 5 năm 1948, ông bỏ về quê, tiếp tục tham gia cách mạng tại huyện Hoành Bồ và được tái kết nạp Đảng. Cuối năm 1948, Phạm Chuyên phụ trách làm việc tại 3 xã của huyện Yên Hưng; đầu năm 1949, ông được điều về làm việc ở Ban Thi đua của tỉnh. Đầu năm 1950 thì chuyển sang Văn phòng Tỉnh ủy. Năm 1953, được cử đi học trường Đảng, ông bị tố cáo ngoại tình, sau đó đã cùng nhân tình bỏ trốn vào vùng địch nên bị khai trừ khỏi Đảng. Khi hòa bình lập lại ở miền Bắc, ông được bố trí làm việc tại một cơ quan và từng viết báo với bút danh Phạm Văn, nhưng đến cuối năm 1957, ông bất mãn nên bỏ việc và rủ em trai là Phạm Ốc lúc này đang học y sĩ cùng bỏ học về nhà.
Ở quê nhà, Phạm Chuyên có thái độ bất mãn; viết báo, sáng tác, biểu diễn bài hát dân gian có nội dung chống đối chính quyền địa phương, kích động quần chúng đấu tranh, ông bị Tòa án huyện Yên Hưng xét xử và phải viết kiểm điểm. Dù từng tuyên bố sẽ tự tử vì bị vu oan, ngày 25 tháng 6 năm 1959, Phạm Chuyên bắt đầu bỏ trốn vào Nam và mất dấu vào khoảng tháng 8 cùng năm. Ban đầu Phạm Chuyên lên Hà Nội đi xe khách vào Vinh, rồi theo đường 8 vượt biên sang Lào. Phía Lào tiếp nhận ông và đưa ông về Savanakhet để tiếp tục thẩm vấn trong 9 tháng tiếp theo. Cuối cùng, Phạm Chuyên được Trung tâm tiếp đón đồng bào vượt tuyến ở Sài Gòn tiếp nhận. Tháng 5 năm 1960, qua nhiều lần thẩm vấn, Phạm Chuyên bày tỏ nguyện vọng muốn có việc làm ổn định để sinh sống, khi cần sẽ tình nguyện ra miền Bắc, nếu không thì xin được ở lại trung tâm. Ông được Sở Nghiên cứu Chính trị Xã hội giao cho công việc tuyên truyền tại một số địa phương với nội dung nói xấu, xuyên tạc về các chính sách ở miền Bắc.

## Sự nghiệp tình báo

### Được CIA tuyển dụng
Phòng 45 hay Phòng Bắc Việt, thuộc Sở Liên lạc của Phủ Tổng thống Việt Nam Cộng hòa, một cơ sở tình báo được CIA lập ra cuối năm 1958 với 12 sĩ quan Việt Nam Cộng hòa cấp bậc từ thiếu úy đến trung úy. Những người này do CIA tuyển và đào tạo nghiệp vụ tình báo, tác chiến và phương thức phá hoại. Sở Liên lạc giao nhiệm vụ cho Trung úy Đỗ Văn Tiên có mật danh là Francois, phái một điệp viên xâm nhập vào miền Bắc. Tiên đã nhắm đến Phạm Chuyên. Trung tá Lê Quang Tung đã cho theo dõi và dụ dỗ Chuyên trong nửa năm nhưng liên tục bị từ chối. Tiên hợp tác với Edward Reagan, một nhân viên CIA tìm cách để thuyết phục Chuyên. Từ thời điểm vào Sài Gòn. Phạm Chuyên đổi tên thành Nguyễn Bảo Thùy.
Đầu tháng 9 năm 1960, một người tên Phan đến gặp Phạm Chuyên, tự giới thiệu là nhân viên Sở Nghiên cứu Chính trị Xã hội thuộc Phủ Tổng thống, thực chất là một cơ quan tình báo được thành lập năm 1956 do Trần Kim Tuyến làm giám đốc. Sau khi nói qua về lý lịch của Chuyên, Phan hỏi Chuyên có dám trở về miền Bắc hay không và nhận được sự đồng ý từ Chuyên. Một lần khác, Phan tới và yêu cầu Chuyên làm một bản kế hoạch hoạt động khi quay trở lại miền Bắc. Cuối tháng 9, Phan hai lần đưa Chuyên gặp một người Mỹ, người này tiếp tục hỏi Chuyên cùng những câu hỏi Phan đã đặt ra trước đó.
Sau hơn 6 tháng bị thuyết phục, Phạm Chuyên đã nhận lời. Ông được đưa ra Nha Trang để làm trắc nghiệm tâm lý và đạt điểm xuất sắc. Sau đó, ông còn phải trải qua hai cuộc khảo nghiệm ở Sài Gòn và Nha Trang. CIA cũng huấn luyện cho Chuyên về kỹ năng truyền tin trong 6 tháng. Cùng quãng thời gian này thì Tiên và Reagan đang phác thảo kế hoạch đưa điệp viên xâm nhập vào miền Bắc. Đầu tháng 10 năm 1960, Phan đưa Chuyên đến ngôi nhà số 13 đường Kỳ Đồng và thông báo với rằng Chuyên đã được tuyển dụng, Chuyên sẽ qua một khóa đào tạo với mức lương 3.000 đồng tiền Việt Nam Cộng hòa/tháng. Sau thời gian học, sẽ tăng lên 5.000 đồng/tháng.

### Đào tạo
Phan đưa cho Chuyên tài liệu về phương thức làm việc cùng yêu cầu đọc kỹ và được thảo luận trong 1 tuần. Phan sau đó dẫn một nhân viên điện đài tên là Tý đến hướng dẫn Chuyên cách sử dụng máy điện báo. Giữa tháng 1 năm 1961, khi đã thành thạo việc, Chuyên được đưa đi  thực tập tại một ngôi nhà trên đường Nguyễn Biểu. Thời kỳ  đầu ông tập liên lạc với Đài P8M ở Sài Gòn, sau đó là một đài ở xa hơn. Gần một tháng sau, Chuyên trải qua một cuộc kiểm tra thực hành. Tý còn hướng dẫn Chuyên cách hội thoại theo lề lối cũng như ghi âm lại phương thứ truyền tin của Chuyên để Trung tâm gián điệp làm quen, đề phòng khi Chuyên bị Công an Bắc Việt bắt, lấy được máy móc và quy ước liên lạc. Ngoài biện pháp kỹ thuật là thêm các ký tự đã quy ước khi gõ manip, trong quá trình giao tiếp, tổng đài sẽ hỏi dò xét xem họ đang trao đổi với điệp viên hay một kẻ giả mạo, hay điệp viên của mình đang bị khống chế. Kết thúc khóa học, đài của Phạm Chuyên được đặt tên là ARES; bí danh của ông là "Hạ Long". Trung tâm sẽ được gọi là “Tổng bộ”.
Phan còn bàn bạc với Chuyên về trường hợp không thể liên lạc qua điện báo thì sẽ dùng thư và bưu thiếp. Tất cả đều được gửi đi với danh nghĩa hai em trai của Chuyên là Phạm Ốc và Phạm Đắc, nội dung là gửi cho Chuyên qua một những người trung gian. Thư được gủi đến một phụ nữ ở Pháp có tên Kraemer Jean, còn bưu thiếp sẽ được gửi tới 2 địa chỉ: Phạm Thị My và Phạm Kỷ. Trước khi Chuyên hành động khoảng 2 tháng, Phòng 45 đã đưa điệp viên của mình đến khu vực phi quân sự, dọc Vĩ tuyến 17 để do thám. Người được chọn là Vũ Công Hồng mật danh là Hirondelle, một người Công giáo, quê Hà Tĩnh. Thiếu tá Trần Khắc Kính mật danh Atlantic, một nhân viên cao cấp của Sở Liên lạc Phủ Tổng thống sẽ chỉ đạo từ Huế. Sau vài tuần, Hồng trở lại căn cứ dù chỉ cung cấp được ít thông tin về hệ thống an ninh của Bắc Việt, nhưng cũng là tin mừng với Phòng 45.
Giữa tháng 2 năm 1961, Phan gặp Chuyên để huấn luyện thêm về chính trị. Sau khóa học, Phan đưa Phạm Chuyên ra Nha Trang nghỉ ngơi nửa tháng và cùng thảo luận về bản kế hoạch mà Chuyên viết trước đó. Cả hai thống nhất nếu bị bắt, Chuyên sẽ khai do khi vào Nam không được tin dùng nên vượt tuyến quay về miền Bắc đầu thú, nhưng chưa kịp ra trình diện thì bị bắt. Nhưng trường hợp bị Công an bắt cùng thiết bị và tài liệu thì hai người không tìm được phương án chung, theo Phan trong trường hợp này Chuyên phải "tùy cơ ứng biến" nhưng không được nhận mình là "cán bộ chính trị miền Nam cử ra Bắc", vì như là vi phạm Hiệp định Geneve. Đầu tháng 4 năm 1961, Phạm Chuyên xuất phát trên chuyến tàu Nautilus 1 từ Đà Nẵng đề lên phía Bắc, nhưng do gặp phải thời tiết xấu nên chuyến đi này bị hoãn. Ngày 4 tháng 4, Chuyên lại lên đường với sư đưa tiễn của Regaan và Tiên. Sau này, Trung úy Tiên nhớ lại là khi chia tay, ông ta đã chúc Chuyên may mắn nhưng Chuyên không nói lời nào.
Nhiệm vụ của Chuyên là dựng căn cứ chuẩn bị cho hoạt động vũ trang và tổ chức cơ sở để nhận tiếp tế từ miền Nam; cập nhật tin tức quân sự, kinh tế, chính trị trong vùng. Đối tượng để lôi kéo là dân chài, các cán bộ địa phương, đoàn viên thanh niên. Khi đã có lực lượng, tùy theo tình hình mà hướng dẫn quần chúng đấu tranh hợp pháp. Hình thức đấu tranh được thay đổi tùy theo sự phát triển của cơ sở và chỉ đạo từ trung tâm, không được tự ý hành động khi chưa có lệnh.
Kế hoạch ban đầu thì Phạm Chuyên sẽ hoạt động trong vòng 1 đến 2 năm, khi đã gây dựng được cơ sở có hoạt động ổn định, trung tâm sẽ chọn người ra hoặc Chuyên tự chỉ định người thay thế, sau đó sẽ quay lại miền Nam. Nếu bị lộ, Phạm Chuyên sẽ báo cáo về để trung tâm tổ chức đón. Trong trường hợp khẩn cấp, Chuyên sẽ trốn lên rừng chờ tàu biển ra đón.

### Xâm nhập miền Bắc
Phạm Chuyên đi thuyền vào bờ biển ở quê mình là xã Tiền An, huyện Yên Hưng, tỉnh Hồng Quảng. Khi đến Ghềnh Si, ông giấu thuyền và vật tư rồi vào bờ. Sau một ngày trốn trong rừng sú, đêm ngày 8 tháng 4, sau khi chôn giấu máy điện báo, ông lén về nằm trong vườn nhà mình. Sáng hôm sau, khi thấy Phạm Ốc đi làm, Chuyên mới tiếp cận Ốc. Sau khi gặp lại mẹ và hai em thì ông trốn trong nhà trong những ngày tiếp theo.
Ông Ngột, một ngư dân thôn La Khê trên đường ra bến thuyền để chuẩn bị đi biển, thì ông và một người đi cùng nhìn thấy một chiếc thuyền nan ở đầm Thùa, có kiểu dáng không giống loại ngư dân Hồng Quảng sử dụng. Hai người thấy trên thuyền có cặp chèo, một chiếc giỏ mây, một cần câu và một ống câu. Ông Ngột mang hết đồ về nhà, còn chiếc thuyền thì để ở bến thuyền định sẽ để dùng chung. Sáng hôm sau, ông không thấy chiếc thuyền và báo cho an ninh thôn. Công an huyện Yên Hưng đã cử cán bộ đến xác minh và tìm thấy chiếc thuyền này ở địa phận xã khác cách xã Tiền An khoảng 2km. Người chủ chiếc thuyền cho biết đã mua lại từ một gia đình khác. Khi nghe tin có người đến nhà ông Ngột lấy cặp mái chèo của chiếc thuyền lạ, Chuyên mang máy truyền tinvà đồ dùng lên rừng trốn. Ông Phạm Văn Hán cũng ở xã Tiền An báo với Công an xã về việc mẹ ông chiều ngày 9 tháng 4 trên đường núi Đầm Thùa đã thấy có một người đàn ông ngồi trong bụi rậm gần nhà Phạm Ốc. Thấy bà, người đàn ông này che mặt rồi hù dọa khiến bà phải bỏ chạy. Khi cán bộ Công an đến tìm hiểu thì bà nói người đàn ông hôm ấy là Phạm Ốc, lúc đó anh ta đi rừng về thấy bà đi một mình nên trêu bà. Ốc cũng đã đã đến nhà bà để xin lỗi. Bởi Phạm Ốc là em trai của Phạm Chuyên, nên Công an Hồng Quảng đã gửi báo cáo khẩn về Bộ Công an.
Dù phải lẩn trốn, nhưng Phạm Chuyên cũng đã vài lần điện về cho “Tổng bộ” . Nhưng vì chậm thời gian đã quy ước nên đều không liên lạc được. Chuyên viết thư và bưu thiếp mật báo để Ốc chép lại gửi vào các địa chỉ được chỉ định trước đó. Đến ngày 27 tháng 4, Chuyên mới liên lạc được với “Tổng bộ”, báo cáo đã tới nơi nhưng bị động nên ở lại La Khê. Sau đó, cứ cách vài ngày Chuyên liên lạc lại. Ngoài việc báo cáo tình hình, Chuyên cũng bắt đầu tuyển người, ngoài 2 em ruột, một em họ, ông còn chú ý tới một số bạn bè và đồng nghiệp cũ có tư tưởng bất mãn. Phạm Chuyên dự định lập cơ sở ở ghềnh Si, chuẩn bị nhận chuyến tiếp tế đầu tiên vào cuối khoảng tháng 5. Với đối tượng là các ngư dân, ông có ý định dùng gạo để mua chuộc và tổ chức họ. Khi có tiếp tế đến, sẽ dùng thuyền đánh cá nhận hàng từ xa ở vịnh Hạ Long hay quần đảo Cát Bà. Chuyên cũng chọn người đưa vào Nam học vô tuyến điện thay vào cuối tháng 10, để sau này thay thế Chuyên, còn ông sẽ tập trung gây dựng lực lượng. Đến lúc này Phạm Chuyên đã  7 lần liên lạc với “Tổng bộ”. Để phòng khi em trai bị bắt, ông định viết một đơn thư xin đầu thú cho các em gửi tới Công an huyện để đánh lạc hướng, trong lúc ấy ông tìm cách liên lạc xin Trung tâm cho rút về bằng đường biển.
Theo chỉ thị của Bộ Công an, một tổ trinh sát bí mật theo sát những thành viên trong gia đình của Phạm Ốc và chú ý tình hình của khu vực lân cận. Đêm ngày 6 tháng 6 năm 1961, Phạm Đắc xách một túi vải đi về hướng thị xã Quảng Yên, cảm thấy khả nghi, tổ công tác đã quyết định bắt giữ Đắc. Qua khám xét, tổ thu giữ được một máy điện báo cùng một ít thực phẩm. Phạm Đắc khai nhận chiếc máy này và chiếc thuyền nan mà người dân hiện trên bờ biển chính là của Phạm Chuyên. Quá trình vây bắt Phạm Chuyên được lên kế hoạch. Khuya ngày 11 tháng 6 năm 1961, ông Nguyễn Minh, Trưởng Ty Công an tỉnh chỉ huy tổ đặc nhiệm bí mật bao vây nhà của Phạm Chuyên. Ngày 17 tháng 6, nhận được tin Phạm Chuyên có vũ khí và đang trốn trong nhà, lực lượng vây bắt đã khép chặt ngôi nhà, mẹ của Chuyên được đưa ngoài, hai trinh sát sau đó đã vào buồng bắt giữ Chuyên khi ông ta đang nấp trong cót thóc cùng khẩu súng ngắn.
Khám xét cưn nhà, lực lượng công an thu được 19 bộ lốc mã và một bộ vô tuyến điện bao gồm một máy phát, một máy thu và một máy phát điện quay tay. Từng có thời gian làm công an, còn được CIA đào tạo nên những ngày đầu khi bị bắt, Phạm Chuyên nhất quyết không khai. Sau khi nhận báo cáo của Công an tỉnh, Cục trưởng Cục Bảo vệ Chính trị đương nhiệm là Nguyễn Tài đã trực tiếp xuống Hồng Quảng.
Cục trưởng nhận thấy Phạm Chuyên rất thương mẹ và các em, nên cùng với việc thuyết phục Chuyên, Cục trưởng cũng chỉ đạo phải đối xử tốt với với người nhà Phạm Chuyên. Sau gần 2 tháng bị bắt, Phạm Chuyên đã khai hết kế hoạch mà CIA giao cho khi xâm nhập ra Bắc. Sau khi đánh giá lại toàn bộ quá trình bắt và khai thác thông tin từ Chuyên, Cục Bảo vệ Chính trị và Sở Công an Hồng Quảng khẳng định tất cả vẫn đảm bảo bí mật, kế hoạch thành lập một chuyên án được gửi lên Bộ trưởng Trần Quốc Hoàn. Chuyên án BK63 được thành lập nhằm đấu tranh với CIA.

## Chuyên án BK63

### Tạo sự tin tưởng
Sáng ngày 8 tháng 8 năm 1961, tại xã Trạp Khê, huyện Yên Hưng (nay là Dốc Đổ, phường Vàng Danh, thị xã Uông Bí) Phạm Chuyên đã truyền tin báo cáo Ares tạm ổn cho “Tổng bộ”, ông yêu cầu để giữ an toàn thì khoảng thời gian giữa hai phiên truyền tin phải thưa hơn và không theo quy ước. Phía “Tổng bộ” vẫn có những hoài nghi, vì vậy việc thẩm tra vẫn được thực hiện ở những phiên liên lạc sau. Các trinh sát đã sáng tác cho Ares các thông tin để báo cáo kèm theo việc một số tin tức được lấy trên báo.
Tháng 10 năm 1961, sau vài lần dò xét cùng với việc được cung cấp nhiều thông tin chính xác, “Tổng bộ” mới thực tin Ares an toàn và đang hoạt động tốt. Ares đề nghị tiếp tế thêm kinh phí và thiết bị để có thể hoạt động sớm. “Tổng bộ” chấp thuận và yêu cầu Ares thống nhất địa điểm cùng quy ước, ám hiệu nhận hàng. Ban chuyên án đã chọn khu Đầu Đá trong Vịnh Hạ Long làm nơi nhận hàng.

### Khai thác tình báo
Ngày 16 tháng 1 năm 1962, tàu Nautilus 1 gồm 10 thủy thủ đoàn từ Đà Nẵng chở ra 30 thùng hàng gồm máy điện báo, vàng, tiền thật của miền Bắc, lương thực, vũ khí tiếp tế. Sau khi toàn bộ hàng hóa được tập kết lên bờ xong, tàu và thủy thủ đoàn cùng hàng hóa bị đã bị bắt giữ. Ares thông báo với “Tổng bộ” là không nhận được hàng, có thể tàu đã bị đánh chìm vì thời tiết xấu và đề nghị có thêm đợt tiếp tế thêm. Ares tiếp tục cung cấp tin tức có “giá trị”, hơn một tháng sau, “Tổng bộ” bất ngờ thông báo đã đưa hàng ra và cho biết tọa độ nơi cất giấu. Hàng hóa gồm 23 kiện hàng lương thực và thuốc cùng 7 thùng vũ khí.  “Tổng bộ” cũng cung cấp cho Phạm Chuyên 5 đầu mối gián điệp ở khu vực miền Bắc Việt Nam.
Tháng 8 năm 1963, khi một chuyến tàu tiếp tế bốc hàng trên đường trở ra thì bị công an phát hiện và truy bắt được, lấy lý do việc tiếp tế theo đường biển không còn an toàn, Ares đề nghị chuyển sang tiếp tế theo đường không. “Tổng bộ” lập tức chấp nhận đề nghị này. Lần này, Ban chuyên án chọn Khe Ru của huyện Hoành Bồ, nơi rất an toàn để máy bay thả dù làm nơi nhận hàng. Sau đợt tiếp viện này, những yêu cầu sau đó của Ares đều được “Tổng bộ” đáp ứng, dẫn đến việc hai nhóm biệt kích của Việt Nam Cộng hòa bị bắt.
Ngày 28 tháng 6 năm 1964, nhóm biệt kích Eagle gồm 6 người nhảy dù xuống khu vực Bắc Giang có nhiệm vụ phá hoại quốc lộ 1, quốc lộ 4 và tuyến đường sắt Mục Nam Quan và căn cứ không quân Mai Phả. Nhóm biệt kích này đã bị bắt khi vừa tiếp đất, những thông tin hoạt động của nhóm sau đó được làm giả và gửi đều đặn về “Tổng bộ”. Nhóm Nghiên cứu và Quan sát thuộc Bộ Chỉ huy Viện trợ Quân sự Mỹ tại Việt Nam (MACV-SOG) sau đó đã tiếp quản Ares.
Vũ Đình Hiếu
Ngày 21 tháng 9 năm 1967, nhóm Red Dragon, gồm có 7 biệt kích nhà dù xuống Hà Giang nhằm phá hoại các con đường quốc lộ và các cơ sở kinh tế, nhóm này cũng bị bắt ngay khi hạ cánh, trong khi các tin báo vẫn được gửi về “Tổng bộ”. Sĩ quan CIA Walter McIntosh chắc chắn rằng Phạm Chuyên là kẻ hai mặt nên đã trình một báo cáo dài 12 trang để dẫn bằng chứng, ông cũng từ chối hỗ trợ MACV-SOG thực hiện các đợt tiếp tế cho điệp viên này. Tuy nhiên, cảnh báo của McIntosh bị những người điều hành MACV-SOG phớt lờ. Họ vân tiếp tục tin dùng Phạm Chuyên. Trong khi các sĩ quan Sài Gòn thì cho rằng Red Dragon vẫn đang hoạt động, vì nhóm này vẫn giữ liên lạc từ 1968 đến 1969.
“Tổng bộ” từng yêu cầu Ares xác định tọa độ của các cây cầu cần đánh sập trên Quốc lộ 18, sau khi thị sát, Ban chuyên án đã cung cấp tọa độ của những cây cầu bị hỏng để Ares lập báo cáo. Sau đợt ném bom, Ares báo cáo chính xác các cầu đã bị phá hoại. Một số địa điểm quốc phòng cũng được “sáng tác” như thật để Ares báo cáo.

### Tổ chuyên án
Trong 10 năm hoạt động, tổ chuyên án gồm 3 trinh sát cùng với Phạm Chuyên chủ yếu sống trong các hang hoặc dựng trại ở những vùng rừng núi biệt lập. Địa điểm ban đầu là hang Cảnh Tiên, xã Sơn Dương, huyện Hoành Bồ (nay là phường Bãi Cháy, thành phố Hạ Long), khi máy bay Mỹ ném bom khu vực miền Bắc thì họ chuyển về Hà Lầm. Khi nơi này bị ném bom, tổ lại chuyển vào một hang núi ở khu vực Quang Hanh. Để thay đổi tọa độ liên lạc, mỗi lần truyền tin, cả tổ lại phải đi ô tô lên Uông Bí. Không theo chu kỳ cụ thể mà cứ khoảng 10 đến 20 ngày Ares phải có tin tức báo về cho “Tổng bộ”. Theo đó, các trinh sát biên soạn các tin tức cho Phó giám đốc Công an tỉnh Lê Mai duyệt, các tin tức tiếp tục được trình lên Cục trưởng Nguyễn Tài phê duyệt lần cuối rồi cho Ares phát vào Nam.

### Kết thúc chuyên án
Giữa năm 1969, sau gần 10 năm đưa Ares ra miền Bắc, “Tổng bộ” có yêu cầu Phạm Chuyên quay lại miền Nam đồng thời cũng ra lệnh cho hai toán Eagle và Red Dragon rút lui. Từ tháng 9 năm 1969, Ban chuyên án đã giả điện tín của Ares và Eagle vào cho “Tổng bộ” thông báo rất muốn được trở về miền Nam sớm, nhưng phải có thời gian chuẩn bị để đảm bảo việc rút lui được an toàn. Riêng với Eagle, Ban chuyên án còn gửi báo cáo vì không thể triệt xuất được bằng đường bộ, đường biển nên Eagle phải giải tán và nhờ cơ sở giúp đỡ chờ điều kiện thích hợp để Trung ương ra đón sau.
Sedgwick Tourison, 
Đầu tháng 10 năm 1969, Bộ Công an quyết định kết thúc chuyên án Red Dragon. Ngày 13 tháng 12 năm 1969, thông tin một toán biệt kích bị bắt giữ tại Hà Giang được thông tấn miền Bắc Việt Nam lan truyền, đồng thời Red Dragon cũng ngừng liên lạc. 3 ngày sau, “Tổng bộ” gửi bức điện cho Ares với nội dung quyết định chấm dứt liên lạc từ ngày 1 tháng 1 năm 1970. Yêu cầu Hạ Long chôn giấu tất cả trang bị và tiêu hủy tài liệu giấy tờ, tìm cách vượt tuyến về lại miền Nam, sẽ có đại diện của “Tổng bộ” đến đón tiếp. Hạ Long nếu có tin tức đặc biệt phải gửi về trước ngày 31 tháng 12 năm 1969. Cùng lúc ấy, toán Eagle cũng nhận được một bức điện có nội dung tương tự.
Theo tài liệu giải mật của phía Việt Nam, sau gần 10 năm hoạt động, chuyên án đã 13 lần qua mặt đươc trung tâm tình báo địch, cung cấp 307 thông tin giả về tọa độ mục tiêu hàng đầu của máy bay chiến đấu Mỹ. Dẫn dụ và bắt giữ hàng chục gián điệp biệt kích, thu giữ 1 tàu cùng hàng chục tấn vũ khí, khí tài hiện đại. Số vũ khí này được Bộ Công an đã giao cho Bộ Quốc phòng đưa vào chi viện chiến trường miền Nam. Đến thời điểm chuyên án kết thúc, “Tổng bộ” đã gửi cho Ares 3 chuyến hàng qua đường biển, 3 chuyến hàng đường không gồm lương thực, vũ khí còn có phương tiện, máy móc, tiền, vàng.

## Cuối đời
Sau khi Chuyên án BK63 kết thúc, Phạm Chuyên xin ở lại báo Nhân Dân và báo Khoa học và Đời sống làm việc, qua đó ông học thêm được nghề bốc thuốc và từng đạt giải nhất một cuộc thi viết của Báo Khoa học đời sống.
Ngày 1 tháng 1 năm 1970, Chuyên án BK63 chính thức kết thúc. Một vở kịch được dựng lên, Phạm Chuyên trên đường vượt tuyến để vào Nam đã mất liên lại tại khu vực Vĩnh Linh. Công an Quảng Ninh đã liên hệ với chính quyền huyện Đông Triều cấp đất ở, ruộng vườn và xây dựng nhà cho Phạm Chuyên.
Gần một năm sau, ông Chuyên trả lại nhà, đưa vợ con trở về quê ở thôn Thùa, xã Tiền An, huyện Yên Hưng sinh sống đến khi qua đời vào tháng 11 năm 2014, hưởng thọ 93 tuổi. Ông có hai người con, một trai, một gái. Theo gợi ý của Thiếu tướng Lê Mai, Phạm Chuyên đã viết một tự truyện và được Lê Mai giữ.

## Vinh danh
Trong thời gian cơ quan tình báo của Việt Nam Cộng hòa chưa biết Phạm Chuyên là điệp viên hai mang đã từng trao cho ông 12 huân-huy chương trong số này có Anh dũng Bội tinh. Với những đóng góp của mình với Nhà nước Việt Nam, năm 1997, Phạm Chuyên được Chủ tịch nước trao Huân chương Kháng chiến hạng Nhất. Ông cũng được Bộ Công an tặng thưởng Huy chương Vì An ninh Tổ quốc.